# 담양 관방제림
담양의 관방제림은 대한민국 전라남도 담양군 담양읍을 지나는 담양천의 북쪽 제방에 있는 방제림이다. 1991년 11월 27일 대한민국의 천연기념물 제66호로 지정되었다.

## 개요
담양읍을 감돌아 흐르는 담양천의 북쪽 언덕에 따라 관방제림이 조성되어 있는데 제방을 따라 각종의 노거목이 줄지어 서 있다. 표고 약 500m되는 곳이다. 이 관방제림은 담양읍 남산리 동정(東亭) 마을부터 시작해서 담양읍 천변리(川邊里)까지 이어지는데 현재는 수북면 황금리를 거쳐 대전면 강의리까지 길게 이어져 있다. 그러나 역사적으로 말하는 관방제(官防堤)는 천변리의 우시장까지를 말하고 그 길이는 약 2km에 이르고 있다.
관방제림을 구성하고 있는 나무의 종류로는 푸조나무(111그루), 팽나무(18그루), 벚나무(9그루), 음나무(1그루), 개서어나무(1그루), 곰의말채, 갈참나무 등으로 약 420여 그루가 자라고 있다. 현재 천연기념물로 지정된 구역안에는 185그루의 오래되고 큰 나무가 자라고 있다.
전하는 말에 의하면 큰 나무는 300∼400년 전에 심어진 것이고, 작은 나무는 철종 5년(1854)에 황종림 담양부사가 심은 것이라고 한다.
담양 관방제림은 홍수피해를 막기 위해 제방을 만들고 나무를 심은 인공림으로 우리 선조들의 자연재해를 막는 지혜를 알 수 있는 역사 및 문화적 자료로서의 가치가 크므로 천연기념물로 지정·보호하고 있다.

## 역사
- 1648년(조선 인조 26년 ) 당시 담양 부사 성이성이 해마다 되풀이되는 홍수를 막기 위해 제방을 쌓고, 이를 보존하기 위해 나무를 심어 숲을 만들었다.
- 1854년(조선 철종 5년) 부사 황종림이 연간 3만여 명을 동원하여 제방과 숲을 정비했다.

## 현황
예전엔 나무 700그루가 심겼다고 하나, 현재는 느티나무, 푸조나무, 팽나무, 벚나무 등 15종의 낙엽 활엽수 320여 그루가 남아 있다.

## 사진

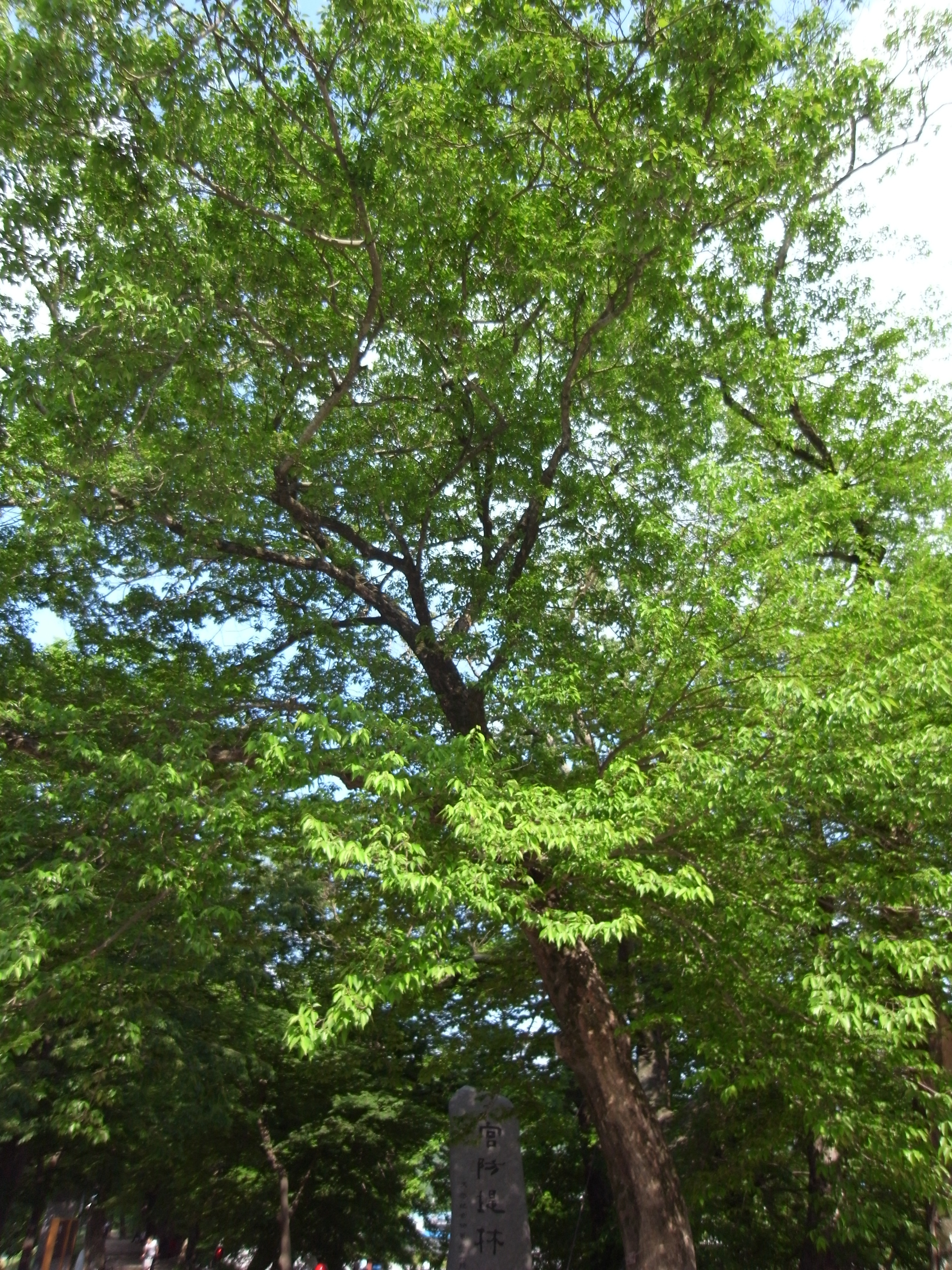
관방제림 안 푸조나무
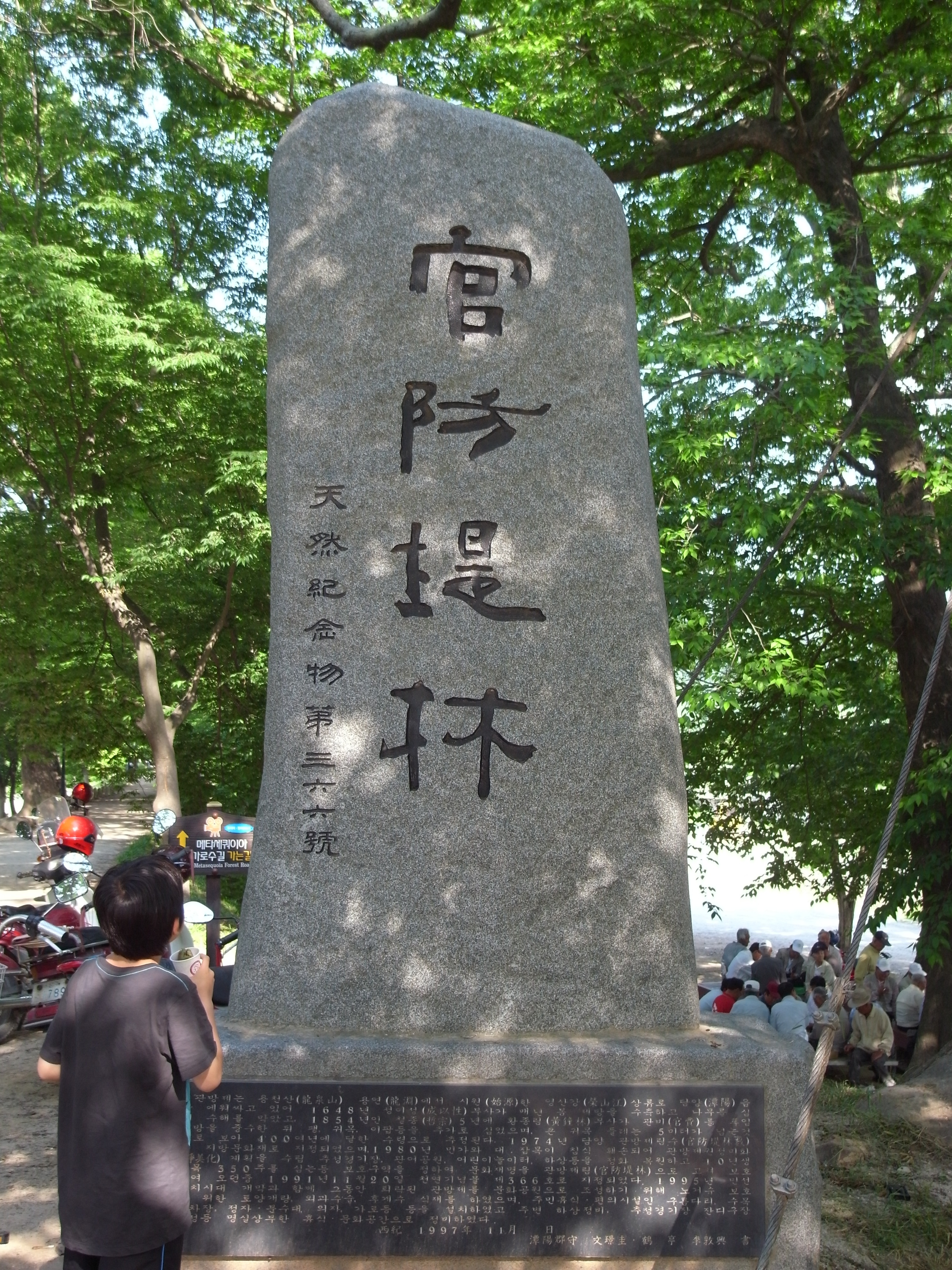
관방제림 표지석
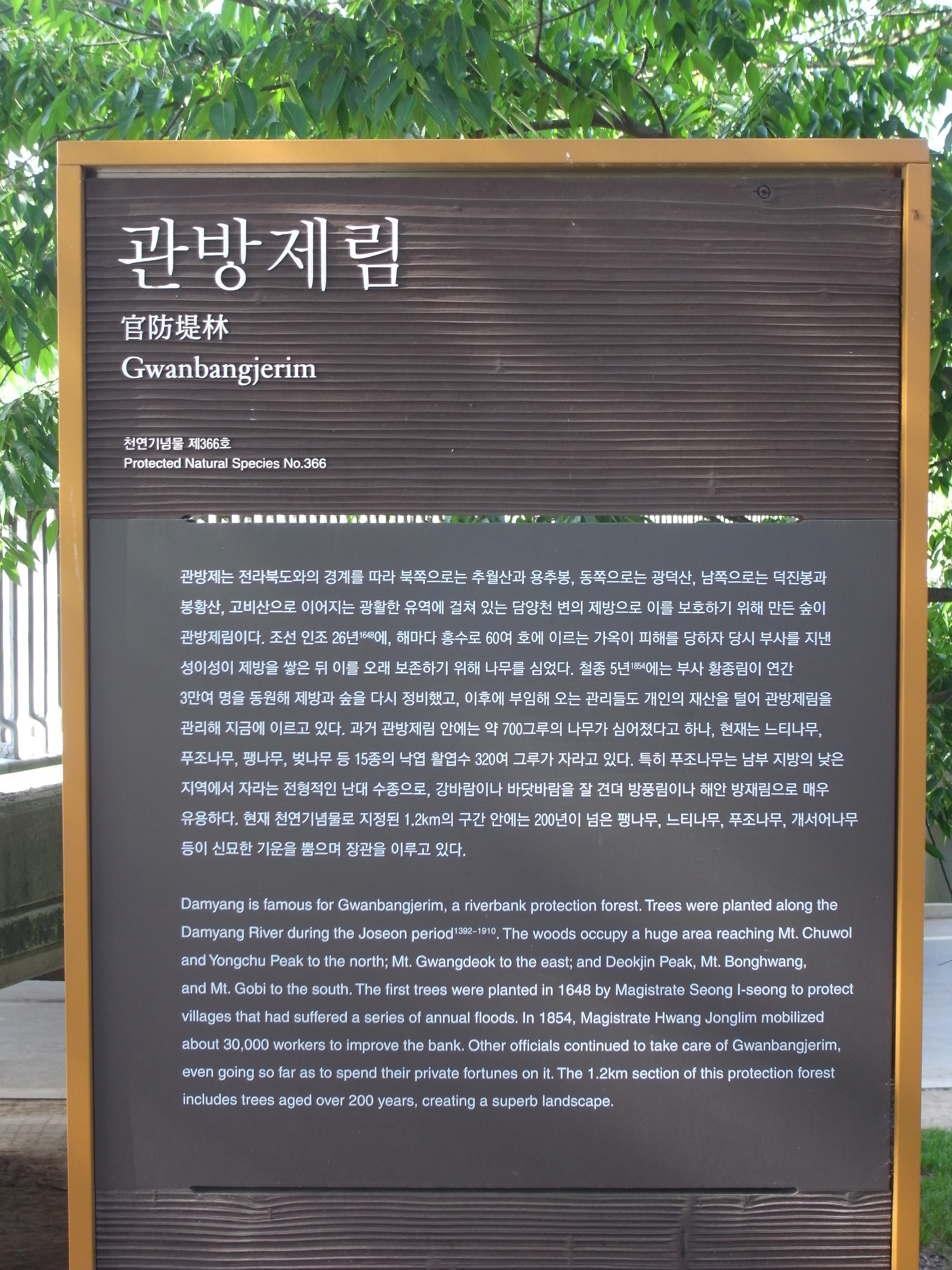
관방제림 안내판